# Jörlanda landskommun
Jörlanda landskommun var en tidigare kommun i dåvarande Göteborgs och Bohus län.

## Administrativ historik
Den inrättades i Jörlanda socken i Inlands Nordre härad i Bohuslän när 1862 års kommunalförordningar trädde i kraft den 1 januari 1863.
Vid kommunreformen 1952 gick den upp i storkommunen Kode som upplöstes 1971 då denna el uppgick i Stenungsunds kommun.